# Filtrage de Usenet
Pour les articles homonymes, voir filtrage.
Le filtrage de Usenet comprend par exemple:
- la décision de ne pas diffuser des forums ou des hiérarchies dont le contenu est jugé illégal ou inintéressant: il s'agit par exemple de la hiérarchie alt (qui n'est pas transportée par Renater), le cas s'est aussi présenté pour fr.soc.politique;
- la décision de ne pas diffuser des forums ou des hiérarchies destinés à des contenus binaires, donc très volumineux (par exemple des images): cela est particulièrement vrai sur les serveurs gratuits;
- la modération, par les gestionnaires du serveur NNTP, des articles écrits, par les utilisateurs du serveur, sur un forum normalement non modéré, mais sur lequel les abus sont fréquents (par exemple fr.soc.politique).